# Geidumnes
Els geidumnes (en llatí: Geiduni o Geidumni) van ser un poble gal esmentat per Juli Cèsar com a dependent del poble belga dels nervis. La situació que ocupaven a la Gàl·lia Belga és totalment desconeguda, tot i que vivien propers als nervis.